# Sainte-Marie-des-Champs
Sainte-Marie-des-Champs är en kommun i departementet Seine-Maritime i regionen Normandie i norra Frankrike. Kommunen ligger i kantonen Yvetot som tillhör arrondissementet Rouen. År 2022 hade Sainte-Marie-des-Champs 1 583 invånare.

## Befolkningsutveckling
Antalet invånare i kommunen Sainte-Marie-des-Champs
| Referens: INSEE |